# Kant-Laplace-Theorie

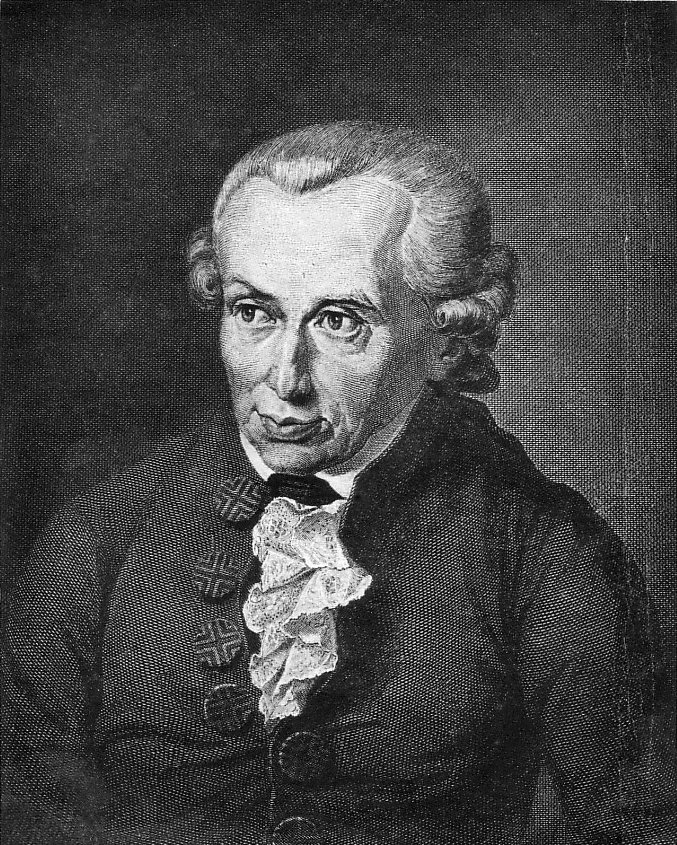
Immanuel Kant (1724–1804)

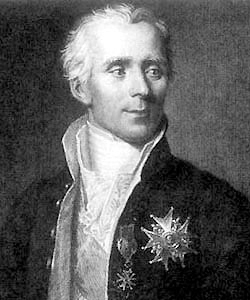
Pierre-Simon Laplace (1749–1827)

Kant-Laplace-Theorie werden zwei verwandte, aber unabhängig voneinander entwickelte kosmologische Hypothesen über die Entwicklung des Universums und die Entstehung unseres Planetensystems genannt.

## Die beiden Theorien
Bereits bei Emanuel Swedenborg lässt sich eine der Kant-Laplace-Theorie ähnliche Hypothese nachweisen.
Immanuel Kant entwickelte seine Kosmogonie in der Schrift Allgemeine Naturgeschichte und Theorie des Himmels (1755). Kant geht in seiner Theorie von einem Grundzustand aus, in dem die Materie im Universum in einem Urnebel verstreut war und sich dann durch Anziehung und Abstoßung in das heutige Gleichgewichtsverhältnis bewegte. Kant erklärte:

„Ich habe, nachdem ich die Welt in das einfachste Chaos versetzt, keine andere Kräfte als Anziehungs- und Zurückstoßungskraft zur Entwicklung der großen Ordnung der Natur angewandt, zwei Kräfte, welche beide gleich gewiss, gleich einfach und gleich ursprünglich und allgemein sind.“

Dieses Werk von Kant wurde jedoch kaum beachtet und erst 100 Jahre später von François Arago wiederentdeckt. Unabhängig von Kant entwickelte rund 40 Jahre nach ihm der französische Mathematiker und Astronom Pierre-Simon Laplace seine Nebularhypothese, die 1796 im letzten Band seines fünfbändigen Werkes Exposition du systeme du monde (Darstellung des Weltsystems) erschien. Laplace konzentrierte sich darin auf die Entstehung der Planeten des Sonnensystems und ging dabei von der Ausdehnung der erhitzten Atmosphäre einer bereits vorhandenen erhitzten Sonne aus. Diese habe als Sonnennebel aus analogen Gründen linsenförmige Gestalt angenommen. Im Zuge der Abkühlung und entsprechenden Verdichtung der Gashülle habe in ihrem äußersten Bereich mit der Zeit die Zentrifugalkraft überwogen und sich nacheinander mehrere Gasringe abgelöst, die sich des Weiteren zu den Planeten verdichtet haben.
Arthur Schopenhauer und andere sahen später die gemeinsamen Punkte von Kants und Laplaces Kosmogonien und sprachen von ihnen vereinfacht wie von einer vereinigten Theorie.

## Bedeutung
Der Kant-Laplace-Theorie wird eine hohe philosophie- und wissenschaftshistorische Bedeutung zugesprochen, da in ihr die Entstehung des Planetensystems ohne Zuhilfenahme einer übernatürlichen Ordnungskraft zu erklären versucht wurde. Noch Isaac Newton hatte eine solche Erklärung für unmöglich gehalten und somit Gott als unverzichtbaren Teil jeder Kosmogonie angenommen. Kant und Laplace können daher als wichtige Vordenker heutiger Theorien zur Kosmogonie gelten.

## Einwände und Modifikationen
Über etwa 100 Jahre war die Kant-Laplace-Theorie anerkannt. Thomas See modifizierte sie 1893 noch im Detail, um die Entstehung der entdeckten vielen Doppelstern- und Mehrfachsternsysteme aus einem Urnebel und rotierenden Gleichgewichtsfiguren zu erklären.
Im späten 19. Jahrhundert wurden jedoch einige gravierende Schwachpunkte der Kant-Laplace-Theorie gefunden. James Clerk Maxwell argumentierte, dass, wenn die Materie der bekannten Planeten einst in Form von Scheiben um die Sonne verteilt gewesen wäre, die Kräfte der differentiellen Rotation die Kondensation einzelner Planeten im äußeren Bereich verhindert hätte. Ein weiterer Einwand war, dass die Sonne weniger Drehimpuls besitzt als sie nach der Theorie haben müsste.
Nun bevorzugten die meisten Astronomen mehrere Jahrzehnte lang die Theorie der Beinahe-Kollision: Die Planeten seien entstanden, indem ein anderer Stern sich der Sonne näherte. Dabei seien durch die gegenseitigen Gezeitenkräfte große Mengen Materie aus der Sonne und dem anderen Stern gerissen worden, die dann zu Planeten kondensiert seien.
Während der 1940er Jahre wurde die Kant-Laplace-Theorie nochmals leicht abgeändert. Hierbei wurde die Masse der ursprünglichen Protoplaneten größer eingeschätzt und der Mangel an Drehimpuls wurde mit der Wirkung magnetischer Kräfte erklärt. In dieser modifizierten Form wurde die Theorie um 1960 wieder allgemein angenommen und ist es bis heute.